# Тупољев АНТ-20 Максим Горки
АНТ-20 Максим Горки / (Tupoljev Tu-70), (рус. Туполев Ту-70), је осмомоторни путнички авион на клипно елисни погон руског произвођача Тупољев намењен пропагирању Совјетског ваздухопловства. Развијен је на основу бомбардера ТБ-3, а први лет прототипа био је 17. јун 1934. године.

## Пројектовање и развој
У општој помами обарања рекорда свих врста која је захватила свет 30-их година 20. века, која је била јако изражена у области ваздухопловства као младој области људског стваралаштва, изградња највећег авиона на свету била је ствар престижа и доказ научног и технолошког развоја земље и друштва. Тако је 1932. године група писаца и новинара на челу са М. Колтсов желећи да обележи 40 година стваралаштва писца Максима Горког дошла на идеју да сагради највећи авион на свету који би имао имао биоскопску салу, штампарију, радио-станицу са гласоговорницима и који би летео од града до града и популарисао дела М. Горког, руске књижевности, достигнућа совјетског ваздухопловства а самим тим и предности социјалистичког друштва. Идеја је здушно прихваћена од највишег руководства Совјетског Савеза, Формиран је одбор који је за веома кратко време сакупио 6 милиона рубаља за изградњу таквог авиона.
Пројектовање авиона је поверено ваздухопловном институту ЦАГИ у коме је пројектант А. Н. Тупољев 1931. године успешно пројектовао бомбардер ТБ-3 а тада радио на развоју још већег бомбардера ТБ-4. Окупљена је екипа значајних руских конструктора која се са ентузијазмом прихватила посла и већ у априлу 1933. године идејни пројект је био завршен. Одобрење за изградњу је убрзо стигло тако да је 4.јула 1933. почела изградња у фабрици авиона из Вороњежа. Авион је у деловима допремљен на аеродром ту монтиран а 3.априла 1934. године авион је био завршен и предат специјалној комисији која је 25. априла прихватила авион и одобрила његово тестирање. Први пробни лет обавио је пробни пилот Михаил Громов 17. јуна 1934. године, лет је трајао 35 минута на висини од 500 метара. Након два дана авион „Максим Горки“ је у пратњи два ловца И-4 прелетео изнад Црвеног трга у Москви.

### Технички опис
Авион АНТ-20 „Максим Горки“ се разликовао од свог узора по коме је пројектован ТБ-4 само у величини, с обзиром да је морао да користи писте од 300 до 400 метара уместо уобичајених 800 метара пројектовано му је ново крило знатно веће површине које је било обложено таласастим алуминијумским лимом. Погонску снагу авиону је давало 8 мотора Микулин М-34ФРН са 900 KS што је чинили укупно 7.200 KS. Шест мотора се налазило на крилима а два су поставлјена изнат трупа авиона. Сваки мотор је имао трокраку дрвену елису пречника 4 m. Авион је био опремљен навигационом опремом која му је омогућавала лет у било које доба дана или ноћи. На авиону су се налазила разна пропагандна средства, радио-станица, филмски пројектор, фото-лабораторија, штампарска машина, библиотека, електро агрегат и звучници ("глас са неба").

## Оперативно коришћење
Још у фази тестирања авионом АНТ-20 су 1934. године, оборена су два светска рекорда дизање терета од 10.000 kg и 15.000 kg на висину од 5.000 m. На авиону је приликом своје посете Совјетском Савезу летео француски пилот и књижевник Антоан де Сент Егзепери. Авион је учествовао на Првомајској паради 1935. године и користио је својој намени тј. пропаганди. За време једног таквог лета суботње поподне 18. маја 1935. године авион је летео у пратњи два борбена авиона И-5, пошто је лет снимала филмска екипа они су замолили пилоте борбених авиона да лете што ближе „Максиму Горком“ како би гледаоцима дочарали слику грандиозности авиона АНТ-20. Пилоту једног од борбених авиона изгледа није било то довољно па је изводио и акробације при једној таквој акробацији изгубивши висину ударио је у крила АНТ-20 „Максима Горког“ и заједно са њим се суновратио на земљу. У овој авионској несрећи погинуло је 46 људи међу којима је било седморо деце.
Након несреће донета је одлука да се сагради нови авион, реплика АНТ-20 „Максима Горког“ (АНТ-20 Бис), који је под ознаком ПС-124 завршен 1938. године. За разлику од свог претходника имао је уграђене нове Микулин М-34ФРНВ моторе снаге 1.200 KS, тако да му је шест мотора било довољно. Мотори су били постављени на крилима авиона и није било потребе за постављање још два мотора на трупу авиона као што је то био случај код „Максима Горког“. Авион је био намењен путничком и поштанском саобраћају и Аерофлот га је користио на линији Москва-Минералневоде. Овај авион је саобраћао до 14. децембра 1942. године када је пао на 60 km од Ташкента.
Планови о изградњи 18 авиона овог типа осујетиле су припреме за рат и напор ваздухопловне индустрије Совјетског Савеза да сагради што више борбених авиона. Овај авион ће у историји авијације бити упамћен још и по:
- први пут је у историји авијације примењен наизменична трофазна стуја, напона 127 V и 50 Hz,
- авион је био опремљен мердевинама које су се склапале и постајале саставни део пода авиона,
- у крилима су се налазили кревети на спрат, предвиђени за одмор (крила су била дебела преко 2 m),
- авион се могао раставити и превозити шинама,
- први пут се у Русији користи аутопилот.

## Земље које су користиле овај авион
- СССР